# Wenn ich bleibe (Film)
Wenn ich bleibe (Originaltitel: If I Stay) ist ein US-amerikanisches Filmdrama aus dem Jahr 2014, das auf dem gleichnamigen Buch von Gayle Forman basiert. Die Hauptrolle der Mia wird von Chloë Grace Moretz gespielt.
In Deutschland kam der Film am 18. September 2014 in die Kinos.

## Handlung
Nach einem stürmischen Wintertag fällt in Portland die Schule aus für Mia Hall, ihren Vater Denny, der Lehrer ist, und für ihren Bruder Teddy. So entscheidet man sich, einen Ausflug zu den Großeltern zu machen. Mutter Kat meldet sich daraufhin bei ihrem Arbeitgeber krank, um ebenfalls mitfahren zu können.
Eine Rückblende zeigt, wie Mia aufgezogen wurde; der Vater war in einer Rockband und die Mutter eine feierwütige Punkrock-Liebhaberin. Ihre Eltern nahmen Mia schon auf Konzerte mit, als sie noch klein war. Bei einem Einkauf in einem Musikgeschäft will Mia entgegen dem Wunsch ihrer Eltern ein Cello und keine E-Gitarre. Ihre Eltern tun sich schwer damit, Mias Liebe zum Cello nachzuvollziehen, ermöglichen es ihr aber dann doch, eine Musikstudentin zu besuchen, die Mia Cello-Unterricht erteilt. Jahre später beherrscht Mia das Instrument dann auch sehr gut. Adam Wilde, ein Mitschüler Mias und selbst Bandleader, beobachtet die junge Frau beim Spielen und ist fasziniert von ihr. Später lädt er sie zu einem Cellokonzert ein. Dort kommen sie sich das erste Mal näher und küssen sich.
Zurück in der Gegenwart und zur Fahrt zu den Großeltern: Der Wagen der Familie prallt auf einen entgegenkommenden Truck. Mia hat daraufhin eine außerkörperliche Erfahrung und sieht, wie ihr Körper von Ärzten behandelt wird. Sie versucht die Ärzte zu fragen, wie es ihren Familienmitgliedern geht, bekommt aber keine Antwort und begreift, dass niemand sie sieht oder hört. Sie landet im Krankenhaus und sieht sich selbst während einer Operation. Eine Krankenschwester flüstert ihrem Körper ein, dass sie bleiben und nicht aufgeben soll und dass die Ärzte alles versuchen, sie aber auch kämpfen müsse.
In einem weiteren Rückblick: Mia besucht ein Konzert von Adam und seiner Band „Willamette Stone“. Sie merkt, dass sie nicht in diese Szene passt. Die Band bekommt immer mehr Anerkennung, später sogar einen Vertrag bei einem Label. Dadurch ist Adam immer öfter unterwegs, was der Beziehung nicht gerade gut tut. Auf Rat ihres Großvaters bewirbt sich Mia bei der Juilliard-Musikakademie in New York und wird zu einer Audition in San Francisco eingeladen. Mia hat Angst, Adam davon zu erzählen. Sie hatten geplant zusammenzuziehen, was bei einer Aufnahme an der Juilliard nicht möglich wäre. Als sie sich überwindet und es schließlich doch tut, zieht er vorerst einen Schlussstrich und verschwindet für eine Woche.
Wieder in der Gegenwart: Mia bekommt mit, dass ihr Bruder Teddy sich in einer Art Koma befindet, es aber gut für ihn aussieht. Adam möchte Mia sehen, darf sie aber nicht besuchen, weil er nicht zur Familie gehört. Mia erfährt zudem, dass ihre Mutter Kat schon am Unfallort und ihr Vater Denny während der OP verstorben ist. Später bekommt sie auch noch mit, dass Teddy es doch nicht geschafft und eine Hirnblutung nicht überlebt hat. Mias Großvater stattet ihr einen Besuch ab und erzählt ihr, dass ihr Vater die Band einst aufgegeben hatte, um Mia ein besseres Leben zu ermöglichen, ja dass er sogar mit dem Verkauf seines Schlagzeugs ihr erstes Cello finanziert hatte. Er sagt ihr auch, dass sie ruhig Abschied von ihrem Leben nehmen könne, wenn sie dies möchte, er würde es verstehen. Mia entscheidet sich daraufhin, dass sie sterben und auf die andere Seite zu ihrer Familie möchte.
In einem weiteren Rückblick sieht Mia sich bei einer Audition an der Juilliard-Musikakademie, wo sie so gut spielt wie noch nie in ihrem ganzen Leben. Nachdem sich Adam und sie gerade versöhnt haben, sprechen sie noch einmal über ihre Zukunft und entscheiden sich, getrennte Wege zu gehen.
Wieder in der Gegenwart scheint Mia stabil genug zu sein, um mehr Besuch zu bekommen. Gerade als Mia dem Licht ins Jenseits folgen will, hört sie durch die Lautsprecher des Krankenhauses die Musik ihres Lieblingskomponisten Ludwig van Beethoven. Diese kommt von Adams iPod – dessen Kopfhörer er Mia aufgesetzt hat. Er hat einen Brief von der Juilliard-Musikakademie dabei, in dem steht, dass Mia angenommen worden ist. Auch verspricht er Mia, dass er alles für sie tun werde, wenn sie nur bleibe. Mia, die noch einmal die vielen schönen Momente in ihrem Leben an sich vorüberziehen sieht, öffnet ihre Augen und taucht in Adams Blick ein.

## Produktion

### Produktionsnotizen
Im Dezember 2010 wurde angekündigt, dass Summit Entertainment an einem Film arbeitet, der auf dem Roman basiert. Dakota Fanning, Chloë Grace Moretz und Emily Browning waren im Gespräch, die Rolle der Mia zu übernehmen. Letzten Endes ging die Rolle an Moretz.
Im Januar 2013 wurde die Hauptrolle mit Moretz besetzt und R. J. Cutler wurde als neuer Regisseur des Films angekündigt.
Im Oktober 2013 begannen die Dreharbeiten zum Film in Vancouver.

### Hintergrund
Sieben Monate vor Drehbeginn begann Moretz damit, für ihre Rolle am Cello zu üben, und das Spielen so gut wie möglich zu erlernen. Trotz ihrer Bemühungen wurde für die Celloszenen ein Double eingesetzt. In den entsprechenden Szenen war dann nur der Kopf von Moretz zu sehen, der über den Kopf des Musikdoubles gelegt wurde.

## Rezeption
Wenn ich bleibe erhielt bei Metacritic einen Metascore von 46/100 Punkten, basierend auf 36 Bewertungen. Bei Rotten Tomatoes sind 36 % der Kritiken positiv. Die Durchschnittsbewertung liegt bei 5/10, basierend auf 118 Bewertungen.
Der film-dienst findet, dass „die sensibel erzählte Teenager-Romanze […] anspruchsvoll Fragen nach unterschiedlichen Lebensentwürfen sowie Verlust und Tod“ stelle, es aber „dem zentralen Konflikt an Dramatik und Schlüssigkeit fehlt“. Christoph Petersen von Filmstarts bezeichnete Wenn ich bleibe als „sehenswerte[n] und vor allem stark gespielte[n] Nachschub für Fans von Das Schicksal ist ein mieser Verräter“.

## Synchronisation
Die deutsche Synchronisation entstand nach einem Dialogbuch und unter der Regie von Ursula von Langen im Auftrag der FFS Film- & Fernseh-Synchron GmbH.
| Darsteller              | Sprecher               | Rolle             |
| ----------------------- | ---------------------- | ----------------- |
| Chloë Grace Moretz      | Alina Freund           | Mia Hall          |
| Mireille Enos           | Katharina Müller-Elmau | Kat               |
| Jamie Blackley          | Patrick Roche          | Adam Wilde        |
| Joshua Leonard          | Udo Wachtveitl         | Denny             |
| Liana Liberato          | Maresa Sedlmeir        | Kim               |
| Stacy Keach             | Hartmut Neugebauer     | Gramps            |
| Gabrielle Rose          | Dagmar Dempe           | Estelle Hall      |
| Jakob Davies            | Laurin Lechenmayr      | Teddy             |
| Ali Milner              | Katharina Schwarzmaier | Liz               |
| Aisha Hinds             | Sandra Schwittau       | Schwester Ramirez |
| Gabrielle Cerys Haslett | Emma Weidgans          | Mia (jung)        |
| Lauren Lee Smith        | Kathrin Gaube          | Willow            |
| Adam Solomonian         | Christian Weygand      | Henry             |
| Arielle Tuliao          | Gabrielle Pietermann   | Astrid            |
| Elisa King              | Anna Ewelina           | Autograph Girl    |
| Chevy Lamont Cofield    | Jakob Riedl            | E.R. Doktor       |
| Sarah Grey              | Anna Ewelina           | Groupie           |
| Chelah Horsdal          | Tanja Dohse            | Liddy             |
| Camille Atebe           | Shirin Lotze           | Schwester         |
| Christine Willes        | Dana Geissler          | Schwester Davis   |
| Giles Panton            | Benedikt Gutjan        | Teddys Chirurg    |